# Flamanci
Flamanci (fla. Vlamingen) su zapadno-germanski narod podrijetlom od Salijskih Franaka, naseljen u Flandriji, jednoj od tri belgijske regije. U svijetu ih ukupno ima oko 9 milijuna, od toga najviše u Belgiji, više od 6 milijuna. Poslije Belgije najviše ih je u SAD-u (1 000 000), Francuskoj (780 000 - 1 300 000), Kanadi (116 000), Nizozemskoj (101 000). Oko 75% Flamanaca po vjeri pripada Katoličanstvu.

## Jezik
Flamanci govore flamanskim (Vlaemsch) dijalektom nizozemskog jezika, ponekad se smatra i posebnim jezikom (vidi) s nekoliko dijalekata.

## Povijest
Područje danas nastanjeno Flamancima u vremenima prije Krista živjeli su keltski Belgi (Belgae) koje će u nadolazećim godinama nakon Krista zamijeniti Germani. Godine 843. cijeli kraj potpao je pod Franačku državu. Teritorijalno se širi u XI. stoljeću za vrijeme vladavine Balduina IV i Balduina V, ali nakon bitke kod Bouvinesa (1214.) padaju pod francusku vladavinu. Vojna okupacija Flandrije dovest će do nastanka raznih struja. Pojavili su se profrancuski bogati trgovci koji uvoze vunu iz Engleske, dok su na drugoj strani tkalački radnici koji se bore protiv oligarhijskog režima. Izbijaju dva ustanka, prvi je onaj što su ga podigli obrtnici iz Bruggea i razbili francusku kolonijalnu vojsku kod Kortrijka. Drugi ustanak Flamanci podižu 1322. ali ovaj puta, premda je zahvatio velika područja Flandrije, uspio je ugušiti francuski kralj Filip VI. Nakon ovog poraza izbijaju novi ustanci (1337. – 1338. i 1382.) koje su poveli rodoljubi Jacob van Artevelde i Philip van Artevelde (Jacobov sin). Flandrija kasnije mijenja gospodare, prvo pada 1384. godine pod vlast burgundskih vojvoda, a zatim 1477. prelazi u posjed Habsburgovaca. Francuski kralj Franjo I odriče se 1526. svih prava na Flandriju. Svoje vladare mijenja će sve do 1815. kada prema aktu bečkog kongresa ulazi u sastav Sjedinjene Nizozemske, a od 1830. poglavito je u granicama Belgije.

## Etnografija
Po kulturi i jeziku u Belgiji se razlikuju Flamanci i Valonci čije se kulture između 9. i 12. stoljeća razvijaju usporedno. Početkom 14 stoljeća razvijaju se trgovački gradovi Antwerpen, Bruges, i Gent koji postaju značajni europski trgovački centri u kojima se počinje razvijati umjetnost i glazba. Do ujedinjenja Flamanaca i Valonaca u jednu državu potaknut će ih tek oslobađanje od nizozemske vlasti. U novoj zajednici kroz 19. stoljeće Valonci postaju vodeća ekonomska i politička vlast zemlje, dok su Flamanci poglavito ostali ruralno stanovništvo. Od 1930. Flamanci se kulturno osvješćuju, a flamanski jezik postaje njihov službeni jezik. Od 1993. flandrijski Flamanci imaju svoju vlastitu autonomiju unutar Belgije.

### Obitelj i domaćinstvo
Obitelj je kod Flamanaca nuklearna, znatno veća nego kod njihovih susjeda Valonaca. Od 1970.-tih uobičajeno je da mnogi parovi žive zajedno, nevjenčani. Tipična kuća gradi se od crvene opeke. Uobičajene su velike kuhinje, a može biti i u kombinaciji s dnevnim boravkom.

### Kuhinja
Flamanci su ljubitelji dobre kuhinje a najpoznatiji specijaliteti su im čokolada, pivo (preko 400 vrsta, među kojima i voćno) i vafli. Vafli se javljaju u dva tipa, jedan je okruglog oblika, zlatno-žute boje poznat kao Liege-vafli (vidi), prodaju se od uličnih prodavača širom Belgije a jedu topli; drugi tip su Brussels-vafli (brusselse wafels), zlatno-smeđe boje četvrtastog oblika, manje slatki, prodaju se u čajanama, a jedu uz pomoć noža i vilice.
Školjke, ribe i rakovi su popularni u njihovoj kuhinji. Glavna poznata tipična jela Flamanaca prilično su brojna i raznolika. Uz ostale specijalitete imaju tomatensoep met ballekes (ili juhu od rajčice s polpetama), witte rijstpap (puding od riže), rabarbermoes (kompot od rabarbare), ballekes in tomatensaus (polpete u sosu od rajčice), vlaamse stoofpot (flamanski hotpot), waterzooi (juha s povrćem i piletinom ili ribom). Martino je tipični belgijski sendvič pripremljen u francuskom kruhu i punjen lukom, kornišonima, i uz dodatak raznih začina kao što su sol, worchester-sos, kečap, papar, cayenne-papar, tabasko, etc.).

### Festivali

#### Kattenstoet - mačji festival
U jednom gradu (Ypres) poznatom središtu prodaje vune koja se prije prodaje spremala u gradskim skladištima bilo je mnogo problema s glodavcima, pa su kaže legenda, nabavili mačke koje su ta skladišta čuvala i kontrolirala im broj. U gradu Ypresu i dnas se održavaju svečanosti Kattenstoet ili mačji festival u kojem učesnici nose u procesijama (vidi  Arhivirana inačica izvorne stranice od 6. listopada 2008. (Wayback Machine)) mačje maske i plakate i balone s mačjim licima.

#### Ostali festivali
Folklorna događanja imaju bogatu tradiciju, napose u području Ardena: Bommelfeesten i Fiertelommegang u Ronse, Geutelingenfeesten u Elstu, Gulden-Eifeesten u Kruishoutemu, Adriaen Brouwer Bierfeesten u Oudenardeu, Ouwegemse Fluitjesfeesten, u mjesecu svibnju u Kerselaere.

## Umjetnost

### Slikarstvo
Flamanci su se u umjetnosti istaknuli osobito kao slikari a najveću slavu stekli su za vrijeme renesanse Jan van Eyck (1395–1441), Pieter Brueghel stariji (c. 1515 ili 1530–69), Pieter Brueghel mlađi (1564–1638), Peter Paul Rubens (1577–1640) i Anthonis van Dyck (1599–1641).
Pieter Brueghel stariji

## Religija
Katolička.